# Église San Michele in San Salvi
L'église San Michele in San Salvi, ou  église San Salvi, est une église de Florence en Italie, qui faisait partie d'un couvent vallombrosain.

## Historique
Construite au XIe siècle, l'église San Salvi fait partie d'un couvent avec un cloître.
Partiellement détruite pendant le siège de Florence (1529-1530), elle est reconstruite dans son style originel à l'exception du porche de style XVIe siècle.
Un musée est installé dans le réfectoire et ses pièces adjacentes (galerie, cuisine, lavabo, réfectoire).

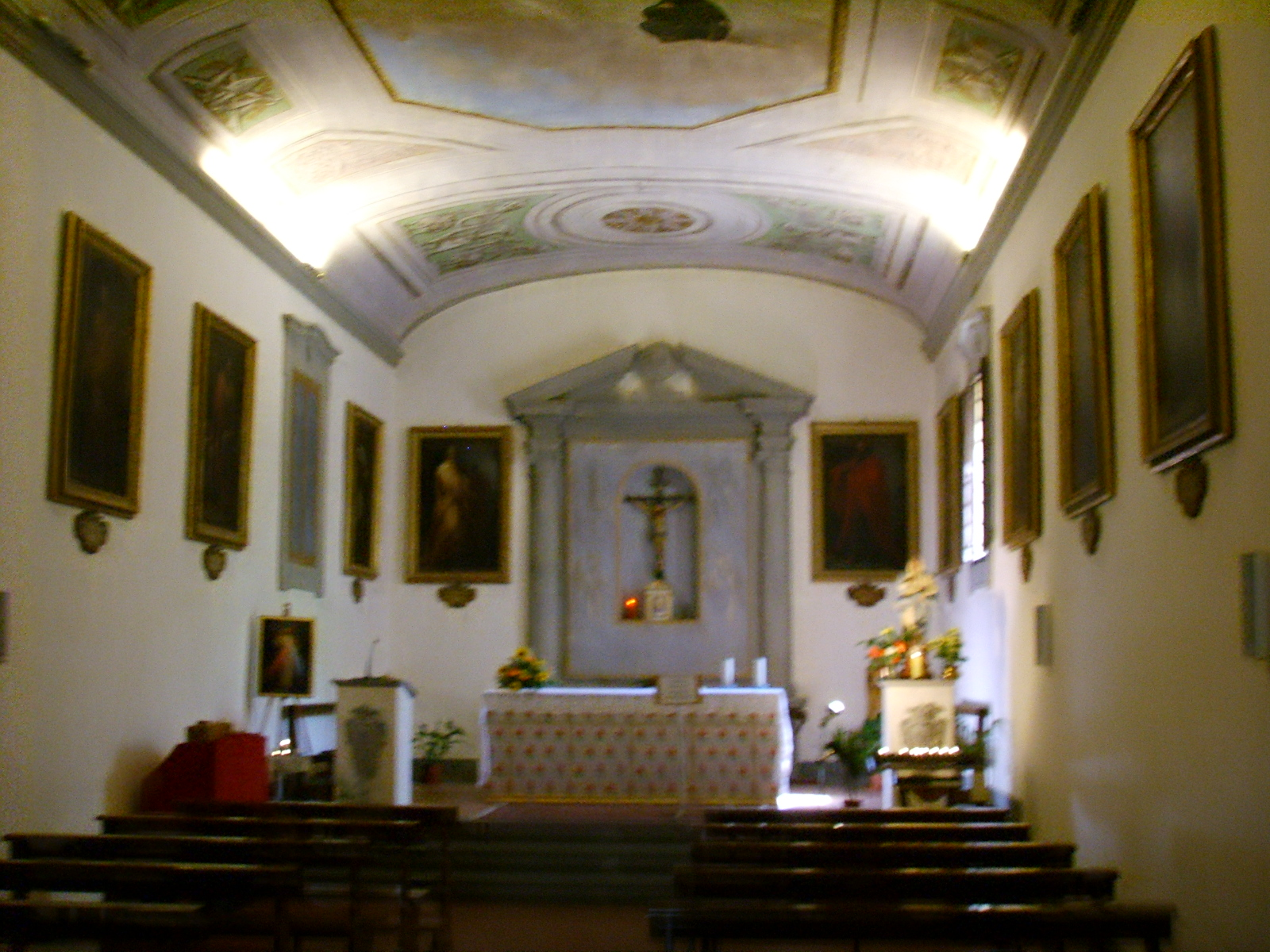
Autel
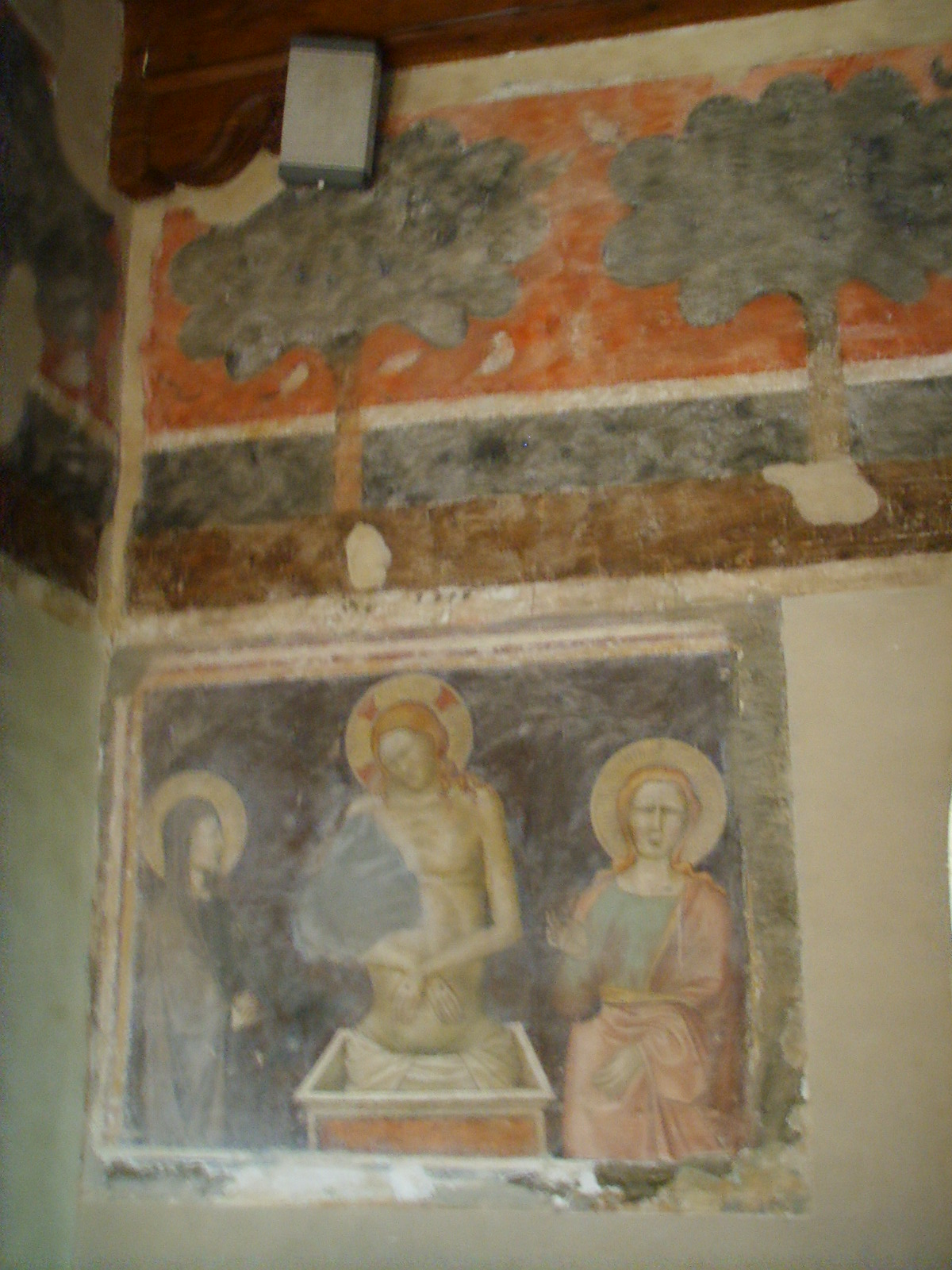
Fresque
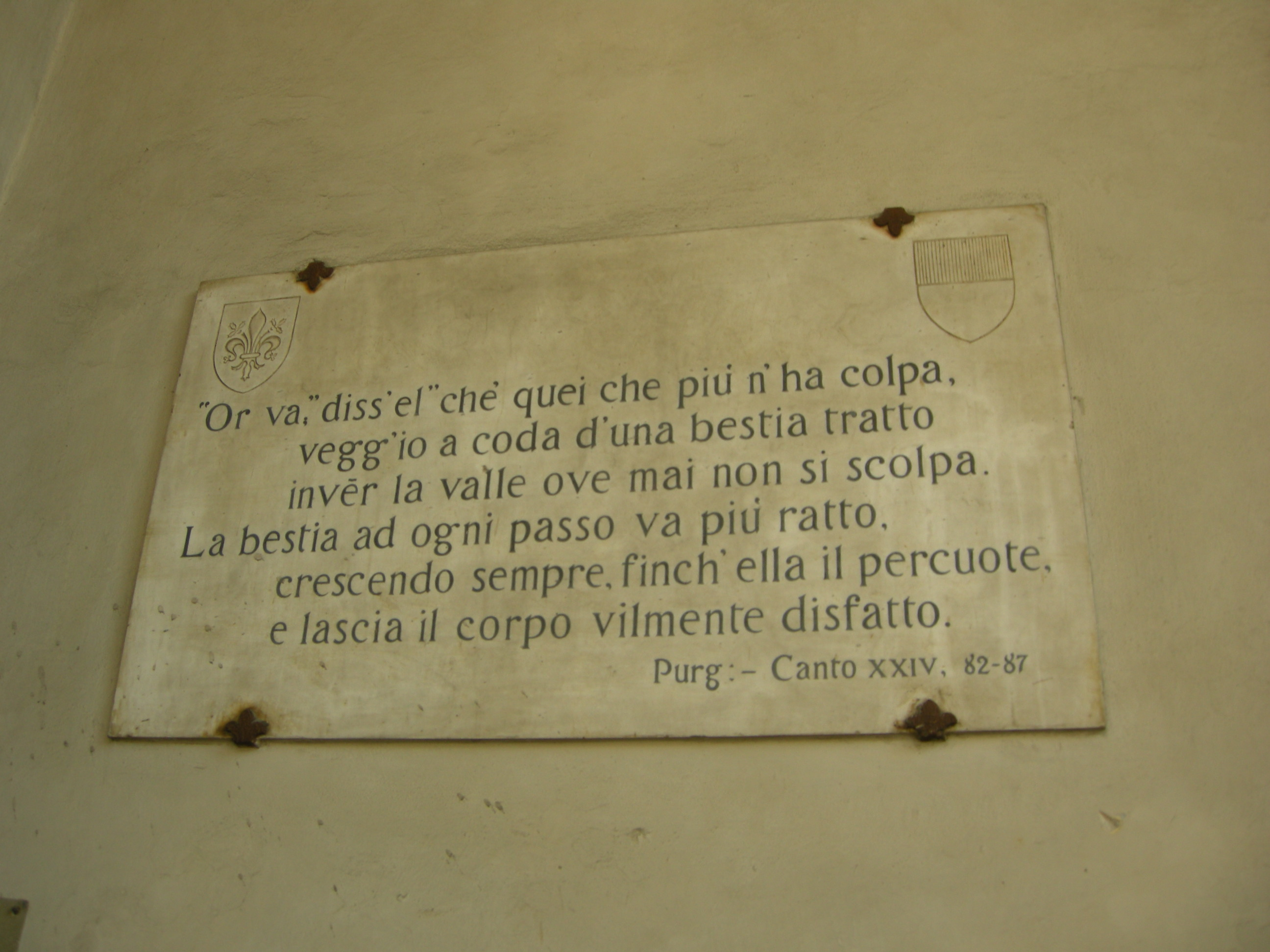
Plaque d'une citation de Dante